# Robert Kessler
Robert William Kessler (Berlín, 30 d'octubre de 1995) és un ciclista alemany professional des del 2014 i actualment al LKT Team Brandenburg. Combina la carretera amb el ciclisme en pista.